# Kateryna Paleja
Kateryna Borysivna Paleja (en ucraniano: Катерина Борисівна Палеха; Leópolis, URSS, 20 de septiembre de 1980) es una deportista ucraniana que compitió en tiro con arco, en la modalidad de arco recurvo.
Ganó dos medallas en el Campeonato Mundial de Tiro con Arco al Aire Libre, en los años 2001 y 2005, y una medalla de bronce en el Campeonato Mundial de Tiro con Arco en Sala de 2001.
Además, obtuvo dos medallas en el Campeonato Europeo de Tiro con Arco al Aire Libre, en los años 2002 y 2004, y seis medallas en el Campeonato Europeo de Tiro con Arco en Sala entre los años 1998 y 2013.
Participó en dos Juegos Olímpicos de Verano, en los años 2004 y 2012, ocupando el sexto lugar en Atenas 2004, en la prueba de equipo.

## Palmarés internacional
| Campeonato Mundial al Aire Libre | Campeonato Mundial al Aire Libre | Campeonato Mundial al Aire Libre | Campeonato Mundial al Aire Libre |
| Año                              | Lugar                            | Medalla                          | Prueba                           |
| -------------------------------- | -------------------------------- | -------------------------------- | -------------------------------- |
| 2001                             | Pekín (China)                    | Medalla de bronce                | Individual                       |
| 2005                             | Madrid (España)                  | Medalla de plata                 | Equipo                           |
| Campeonato Mundial en Sala       |                                  |                                  |                                  |
| Año                              | Lugar                            | Medalla                          | Prueba                           |
| 2001                             | Florencia (Italia)               | Medalla de bronce                | Equipo                           |
| Campeonato Europeo al Aire Libre |                                  |                                  |                                  |
| Año                              | Lugar                            | Medalla                          | Prueba                           |
| 2002                             | Oulu (Finlandia)                 | Medalla de bronce                | Equipo                           |
| 2004                             | Bruselas (Bélgica)               | Medalla de oro                   | Equipo                           |
| Campeonato Europeo en Sala       |                                  |                                  |                                  |
| Año                              | Lugar                            | Medalla                          | Prueba                           |
| 1998                             | Oldenburgo (Alemania)            | Medalla de oro                   | Equipo                           |
| 2000                             | Spała (Polonia)                  | Medalla de plata                 | Individual                       |
| 2002                             | Ankara (Turquía)                 | Medalla de oro                   | Equipo                           |
| 2006                             | Jaén (España)                    | Medalla de plata                 | Equipo                           |
| 2008                             | Turín (Italia)                   | Medalla de plata                 | Equipo                           |
| 2013                             | Rzeszów (Polonia)                | Medalla de oro                   | Equipo                           |